# Selección femenina de rugby de Samoa
La selección femenina de rugby de Samoa es el equipo nacional que representa a la Samoa Rugby Union (SRU) en competencias internacionales.

## Historia
El test match tuvo lugar en 2000 contra Japón. Samoa ha participado en tres Campeonatos Mundiales hasta ahora, logrando su mejor resultado: el noveno puesto en el torneo de 2002.
Samoa ha asistido a tres Copas Mundiales de Rugby, a saber, las de 2002, 2006 y 2014.
En 2023, los samoanos ganaron su primer título de Oceanía después de derrotar a las mujeres de Fiji, Esto también les aseguró un lugar en el primer WXV de World Rugby en la División WXV 2.

## Palmarés

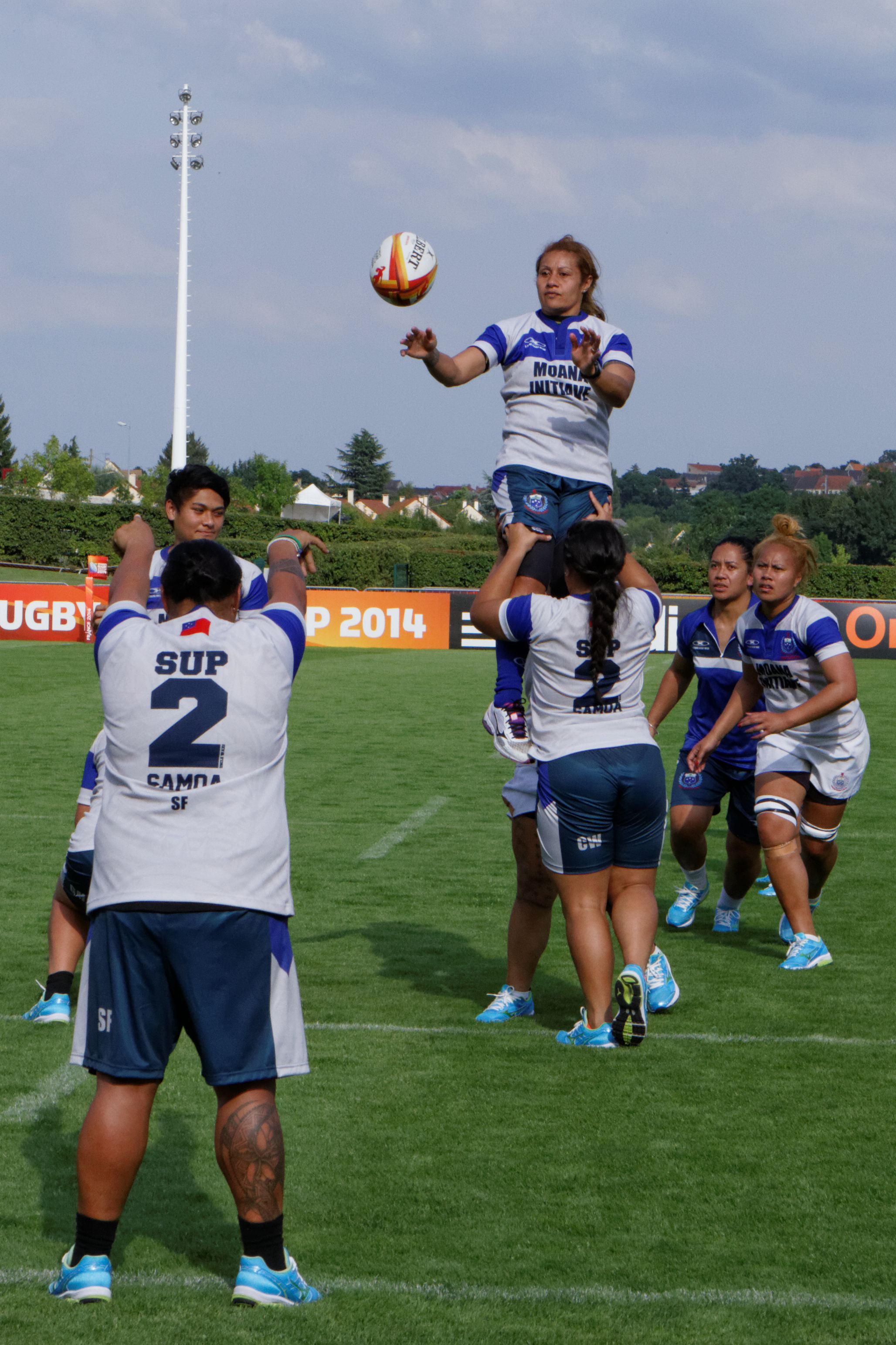
Samoa en la Copa Mundial 2014

- Women's Asia Pacific Championship (2): 2006, 2019

- Oceania Rugby Women's Championship (1): 2023

## Participación en copas

### Copa Mundial
- Gales 1991: no clasificó
- Escocia 1994: no clasificó
- Países Bajos 1998: no clasificó
- España 2002: 9.º puesto
- Canadá 2006: 10.º puesto
- Inglaterra 2010: no clasificó
- Francia 2014: 11.º puesto
- Irlanda 2017: no clasificó
- Nueva Zelanda 2021: no clasificó
- Inglaterra 2025: clasificado

### WXV
- WXV 2 2023: 6° puesto (último)
- WXV 3 2024: 2° puesto

### Oceania Rugby Women's Championship
- Fiyi 2016: no participó
- Fiyi 2018: 2.º puesto
- Fiyi 2019: 4.º puesto
- Nueva Zelanda 2022: 2.º puesto
- Australia 2023: Campeón
- Australia 2024: 2° puesto
- Fiyi 2025: 2° puesto

### Women's Asia Pacific
- Women's Asia Pacific 2006: Campeón
- Women's Asia Pacific 2019: Campeón invicto[2]